# Pietro Serini
Pietro Serini (Toscolano Maderno, 16 aprile 1912 – Cielo delle Isole Eolie, 25 giugno 1943) è stato un militare e aviatore italiano, pluridecorato nel corso della seconda guerra mondiale: Medaglia d'oro al valor militare alla memoria, Medaglia d'argento, e di bronzo al valor militare, e cinque Croci di guerra al valor militare. Insignito della Medaglia di Lunga Navigazione Aerea, della Medaglia di benemerenza per i volontari per le azioni militari in A.O.I., della Medaglia Commemorativa spedizione in Albania. Autorizzato a fregiarsi del Distintivo d'Onore di ferito in guerra.Secondo alcune fonti durante il conflitto ha abbattuto 11 velivoli avversari, divenendo un asso dell'aviazione da caccia.

## Biografia
Chiamato frequentemente anche Piero nacque a Toscolano Maderno (BS), sul Lago di Garda, il 16 aprile 1912.
Figlio di Ferruccio (ufficiale dei bersaglieri) e Serafina Bonaspetti, rimase orfano del padre nel 1924. Dopo aver conseguito il diploma di maturità scientifica presso il Liceo Scientifico "Annibale Calini" a Brescia, si iscrisse al Politecnico di Milano ma ne interruppe la frequenza presto, in quanto ammesso in servizio nella Regia Aeronautica. Sposò la signorina Cesirina Cingano (concertista di pianoforte e insegnante di musica classica), da cui ebbe un solo figlio nel 1939, di nome Stelio.
Ammesso a frequentare la Regia Accademia Aeronautica di Caserta nel 1930, 'Corso Ibis conseguì il brevetto di pilota di velivolo senza motore (aliante) il 2 settembre 1931, pilota d'aeroplano il 18 marzo 1933, pilota militare il 25 aprile 1934;  fu nominato sottotenente in s.p.e. il 7 settembre 1933 prestando il Giuramento di fedeltà il 19 novembre dello stesso anno.
Al termine dell'accademia fu avviato alla Scuola caccia di Castiglione del Lago, dove occorsero al giovane pilota due incidenti: il primo il 10 agosto 1934 in seguito ad una avaria del velivolo, si lanciò dall'apparecchio salvandosi con il paracadute, il secondo il 16 agosto dello stesso anno, quando atterrando con un Fiat C.R.20 biposto si ruppe il carrello d'atterraggio). In entrambi i casi dopo le cure presso l'infermeria della Scuola il giovane pilota riprese normalmente gli addestramenti.
Il 6 settembre 1934 uscì dalla Scuola Caccia e il 21 settembre dello stesso anno fu assegnato al 45º Gruppo (2ª Squadriglia e 22ª Squadriglia) del 14º Stormo da Bombardamento Diurno all'Aeroporto di Ferrara. Durante questo periodo operò dal 16 al 21 agosto 1935 presso la 4ª Squadriglia Sperimentale Bombardamento Marittimo dell'Idroscalo di Orbetello dotata di velivoli idrovolanti SIAI-Marchetti S.55X.
Il 25 gennaio 1936 il 45º Gruppo si imbarcò per l’Africa orientale da Napoli sul piroscafo Ircania (mercantile adatto al trasporto velivoli) con il personale e 14 Caproni Ca.133, arrivando nel porto di Mogadiscio il 5 febbraio successivo. L'apporto del suo reparto fu importante, e le due squadriglie, 2ª e 22ª, iniziarono le operazioni in appoggio all'offensiva finale che porterà le forze armate italiane nel cuore dell'Etiopia.
Promosso capitano il 1 luglio 1937, rientrò in Italia il 4 ottobre 1937 per essere assegnato ai reparti da caccia, assumendo nel novembre successivo il comando della 152ª Squadriglia del 6º Stormo Caccia Terrestre, i cosiddetti "Diavoli Rossi". Nel novembre 1938 fu mandato presso la Scuola di pilotaggio di 2° periodo di Castiglione del Lago dove fu nominato istruttore.
L'occupazione dell'Albania tra marzo e aprile del 1939 lo vide impegnato, in virtù della propria notevole esperienza con i Ca.133 in Africa, nello Stormo "T" costituito riunendo i velivoli da trasporto in dotazione alle squadriglie da caccia; nelle numerose missioni da trasporto tra l'Italia e l'Albania, si impegnò particolarmente nella formazione del personale gregario al pilotaggio dei Ca.133.

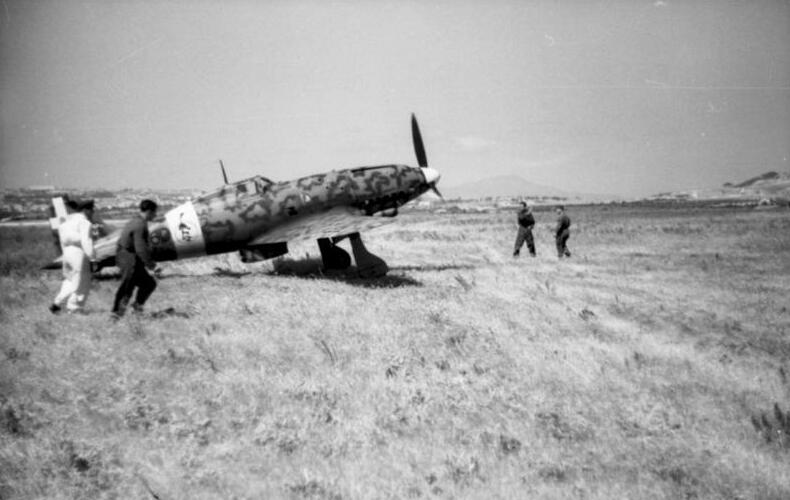
Un caccia Aermacchi C.202 Folgore ripreso su un campo d'aviazione dell'Italia meridionale nel corso del 1943.

All'atto dell’entrata nella guerra del Regno d'Italia, il 10 giugno 1940, cercò in ogni modo di essere assegnato ad un reparto operativo, entrando poi in servizio presso il 156º Gruppo Autonomo Caccia Terrestre di stanza sull'aeroporto di Comiso. Successivamente, sciolto il 156° e incamerato il personale nel 23º Gruppo Autonomo CT agli ordini del tenente colonnello Tito Falconi, fu nominato comandante della 74ª Squadriglia caccia.
Il 27 settembre 1941 fu abbattuto (secondo alcune fonti da fuoco amico)  nel corso di durissimi combattimenti aeronavali contro la flotta britannica nel Mediterraneo, nel corso del contrasto all'Operazione Halberd con la quale la Royal Navy cercava di far raggiungere Malta a nove mercanitli carichi di rifornimenti. Decollato alle 14.05 a bordo del suo C.R.42 Falco appartenente, durante gli scontri il suo velivolo fu colpito risultando gravemente danneggiato. Lanciatosi in mare con il paracadute dall’aereo in fiamme, fu tratto in salvo dal cacciatorpediniere Fuciliere della Regia Marina, ma riportò gravi ustioni. Ricoverato in ospedale a Napoli in gravi condizioni, fu dimesso solo nei primi mesi del 1942..
Rientrò in azione il 3 febbraio 1942, assegnato al 12º Gruppo Autonomo Caccia Terrestre, dotato dei caccia Fiat G.50 Freccia. Nei primi giorni del mese di aprile il suo reparto fu trasferito a Castelbenito (Aeroporto di Tripoli), in Africa settentrionale, venendo promosso maggiore il 1 luglio. Rientrato in Patria il 18 gennaio 1943, fu assegnato al Comando Caccia della Sicilia come comandante del 3º Gruppo complementare e poi in Calabria alla testa del 6º Gruppo caccia. Volò a bordo dei caccia Reggiane Re.2000, Aermacchi C.200 Saetta e C.202 Folgore, e nell’aprile 1943 assunse il comando del 161º Gruppo Autonomo CT, alla testa del quale moltiplicò le missioni giornaliere del reparto. Con i pochi C.R.42, C.200 e C.202 efficienti, nel mese di maggio il 161º Gruppo compì 27 missioni, decollando da Grottaglie, Gioia del Colle, Brindisi, Reggio Calabria, Crotone, Catania e Sciacca, contro formazioni di bombardieri quadrimotori americani Consolidated B-24 Liberator. Nel mese di giugno volando sul suo C.202 eseguì venti missioni in ventiquattro giorni, perdendo la vita nel corso della ventunesima.
Il 25 giugno 1943 il 161º Gruppo decollò con solo tre velivoli per intercettare una formazione alleata, i cui dettagli risultano divergenti secondo quanto riportato dal libretto di volo dell'aviatore o dalla testimonianza oculare del capitano Andrea Giorgi redatta il 6 giugno 1966. Le fonti poi concordano sull'avvio immediato delle ricerche del corpo, che non fu mai trovato. Nel 1947, per onorarne la memoria gli fu concessa la Medaglia d'oro al valor militare.

### Intitolazioni
Negli anni ottanta del XX secolo gli furono intitolati l'aeroporto di Montichiari, che portò il suo nome fino alla sua conversione ad aerostazione civile, e successivamente la caserma di Specialità Contraerea in Montichiari fino alla sua chiusura il 1 dicembre 2011.
Il 28 settembre 2020, alla presenza del Sottocapo di Stato Maggiore dell'Aeronautica Gen. S.A. Luca Goretti, è stata intitolata la palazzina contenente i simulatori di volo dei caccia di quinta generazione F-35 Lightning II nell'aeroporto di Ghedi, sede del 6º Stormo.
Al suo nome sono intitolate nel comune di Gavardo la locale Sezione dell'Associazione Arma Aeronautica e l'elisuperficie a fianco dell'ospedale; inoltre sono presenti due vie, una a Brescia e una a Fiumicino.

## Onorificenze

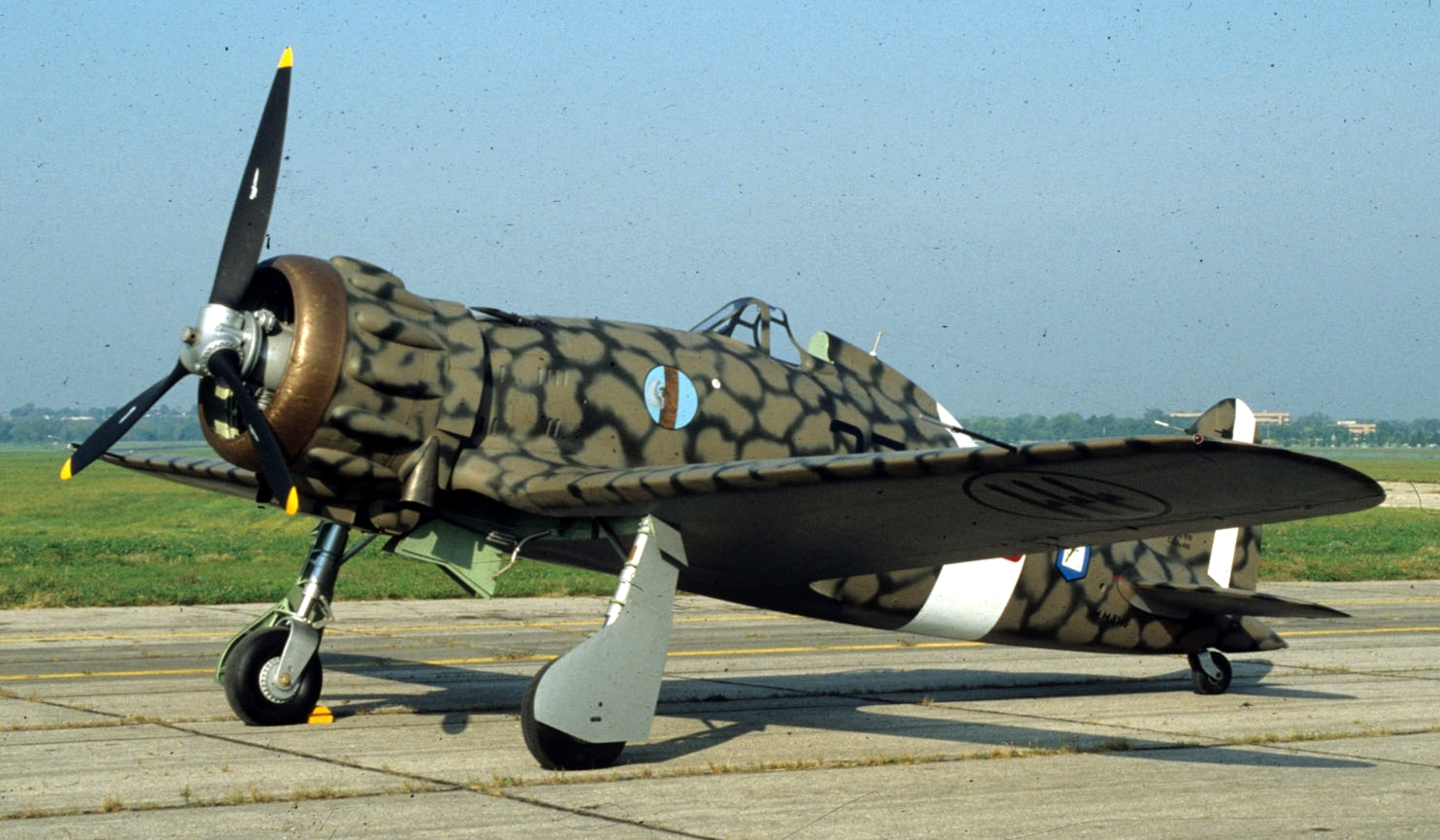
Un caccia Aermacchi C.200 Saetta esposto al U.S. Air Force Museum di Dayton, Ohio.

### Annotazioni
1. ↑  A causa della rottura del carrello l’aereo si impennò con la prua contro il terreno ricadendo poi violentemente in orizzontale. Il sottotenente Serini riporto una ferita al labbro superiore ed escoriazioni alla regione anteriore della gamba sinistra.
2. ↑  Grazie alle proprie capacità, coraggio e ottime capacità di rapportarsi con il personale, rimase a lungo assegnato presso la Scuola di Volo.
3. ↑  Si trattava del velivolo MM. 6925.
4. ↑  Il maggiore Pietro Serini aveva allora 31 anni, e in quei sei mesi del 1943 aveva totalizzato 47h e 55' di volo operativo.
5. ↑  Sede del Reggimento di sostegno materiali speciali, a lungo scuola missili dell'Aeronautica Militare e poi passata all'Esercito, a cavallo tra il 2000 e il 2001, che l'ha impiegata per l'assistenza del sistema missilistico superficie-aria MIM-23 Hawk.

### Fonti
1. 1 2 3 4 5  Ufficio Storico Stato Maggiore dell'Aeronautica 1969, p. 262.
2. 1 2 3 4 5 6 7 8 9 10  Combattenti Liberazione.
3. 1 2 3 4 5 6  Massimo Ferrari, A Brescia oggi si vola: le vicende del circuito aereo di Montichiari tra cronaca e storia, EduCatt, Milano, 2014.
4. 1 2 3 4  Dunning 1988, p. 30.
5. 1 2  Dunning 1988, p. 25.
6. ↑  Dunning 1988, p. 22.
7. ↑  Massimo Ferrari, A Brescia oggi si vola, p. 175.
«25.6.43 - altezza mt 7.500 - velivolo Mc. 202 - campo di partenza Reggio Calabria - ore 11.45 - Partenza su allarme. Intercettata formazione 150 quadrimotori tipo Boeing, sette velivoli abbattuti in collaborazione. Colpito, non ritorna dall'azione».
8. ↑   Franco Pagliano, In cielo e in terra, Milano, Longanesi, 1969,  pp. 83-94, SBN SBL0109539.
«Eravamo in mensa [...], in quello stesso momento suonò sinistramente il segnale di allarme. Egli si alzò in fretta, raggiunse il suo 202 già in moto. [...] Era una squadriglia di sette B-24 Liberator senza scorta in formazione serrata a cuneo che entrava sulla direttrice dello Stretto ad un'altezza di circa 2.500 metri. La formazione aveva raggiunto la nostra verticale quando Serini portò il primo attacco: fedele alla sua tattica, aveva raggiunto in impennata la testa della formazione. Fu un contatto balistico di un momento perché subito si rovesciò d'ala e si svincolò. Un attimo contrassegnato da uno sgranarsi di settanta mitragliatrici. Intanto la formazione avanzava compatta, mentre Serini con un largo giro riprendeva quota [...] e portò un secondo attacco. Era impennato quasi all'ultimo contatto quando noi vedemmo esterrefatti l'apparecchio scoppiare e quasi d'un colpo scomparire. [...] un pezzo d'ala ci aveva dato per un momento l'illusione che il Serini si fosse lanciato.»
9. ↑  2011 Caserma, addio alle armi La Serini ha chiuso i battenti Archiviato il 24 giugno 2018 in Internet Archive..
10. ↑  Bollettino Ufficiale 1947, disp.17, pag.1217.